# Kōta Ōhashi
Kōta Ōhashi (japanisch 大橋 滉太 Ōhashi Kōta; * 9. April 2002 in der Präfektur Kyōto) ist ein japanischer Fußballspieler.

## Karriere

### Verein
Ōhashi erlernte das Fußballspielen in der Schulmannschaft der Katsura SSS sowie in der Jugendmannschaft von Cerezo Osaka. Die erste Mannschaft von Cerezo spielte in der ersten Liga, die U23-Mannschaft spielte in der dritten Liga. Bereits als Jugendspieler absolvierte er für die zweite Mannschaft 22 Drittligaspiele. Im April 2021 wechselte er zum Biwako Seikei Sport College.